# Charlotte Bournonville
Charlotte Helene Frederikke Bournonville (Copenaghen, 29 novembre 1832 – Copenaghen, 22 marzo 1911) è stata un mezzosoprano danese.

## Biografia
Figlia di August Bournonville, Charlotte nacque a Copenhagen nel 1832 e si interessò al canto dopo aver visto un'esibizione di Jenny Lind durante l'infanzia. Studiò canto con Carl Helsted nella capitale danese, con Arlet a Vienna e con Giovanni Battista Lamperti a Milano. Nel 1857 fece il suo debutto in concerto a Parigi e nel luglio dello stesso anno fu scritturata dall'Opera reale svedese, dove cantò come Fides ne Il profeta.
Nell'inverno della stagione 1858/59 cantò ad Amburgo e Francoforte e fu poi scritturata dal Teatro reale danese. Parallelamente all'attività sulle scene insegnò canto alle figlie di Cristiano IX di Danimarca, che la insignì del titolo di Kongelig Kammersanger nel 1863. Il suo repertorio al Teatro reale danesse annoverava i ruoli di Azucena ne Il trovatore, Diana ne Les diamants de la Couronne, Madame Bertrand ne Le Maçon, Marthe in Faust e Marguerite ne La dame blanche. A Copenaghen la sua carriera fu danneggiata dalla rivalità con Josephine Zinck e infine diede il suo addio alle scene nel 1884 come Marcellina ne Il barbiere di Siviglia.
Morì nel 1911 all'età di 79 anni.